# Lissocarcinus ornatus
Lissocarcinus ornatus is een krabbensoort uit de familie van de Portunidae. De wetenschappelijke naam van de soort is voor het eerst geldig gepubliceerd in 1931 door Chopra.